# Metical

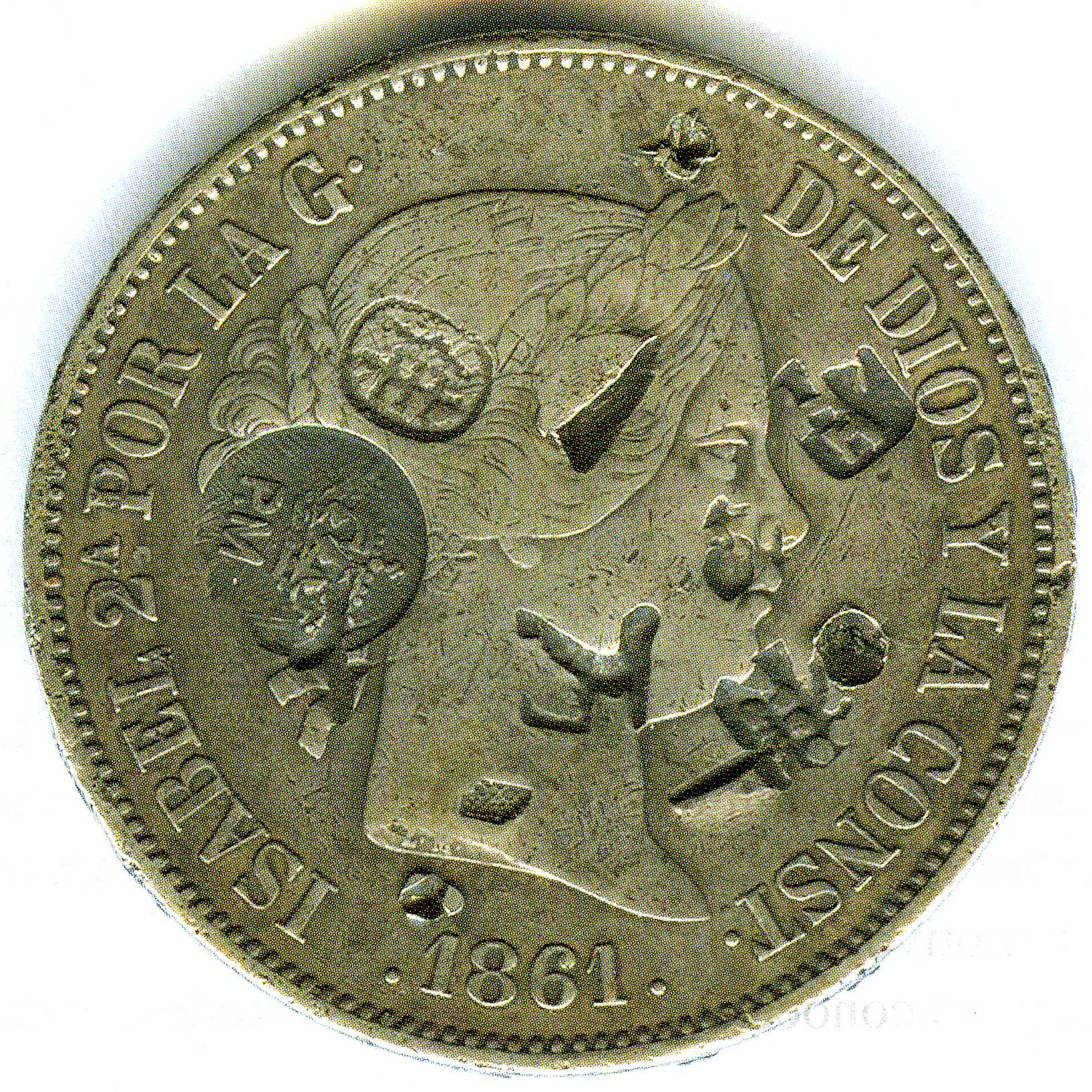
Metical, devise du Mozambique

Le metical, au pluriel meticais, est la devise officielle du Mozambique depuis le 16 juin 1980, il est divisé en 100 centavos. Le terme vient de l'arabe mithqal et est souvent francisé en métical (pluriel méticals). Il remplace l'escudo mozambicain.
Le 1er juillet 2006, le nouveau metical est introduit, de symbole local MTn (code ISO 4217 : MZN), au taux de 1 nouveau metical (MZN) = 1 000 anciens meticais (MZM).

## Émissions monétaires

### Pièces de monnaie
Les pièces émises pour la série de 2006 sont les suivantes :
| Valeur      | en circulation depuis | Métal   | Métal  | Forme       | Diamètre | Bordure           | Pile                | Face            |
| Valeur      | en circulation depuis | Anneaux | Centre | Forme       | Diamètre | Bordure           | Pile                | Face            |
| ----------- | --------------------- | ------- | ------ | ----------- | -------- | ----------------- | ------------------- | --------------- |
| 1 Centavo   | 2006                  | Cuivre  | Cuivre | Ronde       |          | Strié             | Rhinocéros + Valeur | Emblème + année |
| 5 Centavos  | 2006                  | Cuivre  | Cuivre | Ronde       |          | Strié             | Guépard + Valeur    | Emblème + année |
| 10 Centavos | 2006                  | Laiton  | Laiton | Ronde       |          | Strié             | Tracteur + Valeur   | Emblème + année |
| 20 Centavos | 2006                  | Laiton  | Laiton | Ronde       |          | Strié             | Coton + valeur      | Emblème + année |
| 50 Centavos | 2006                  | Laiton  | Laiton | Ronde       |          | Strié             | Oiseaux + Valeur    | Emblème + année |
| 1 Metical   | 2006                  | Acier   | Acier  | Heptagonale |          | Lise              | Femme + Valeur      | Emblème + année |
| 2 Meticais  | 2006                  | Acier   | Acier  | Ronde       |          | Strié             | Poisson + Valeur    | Emblème + année |
| 5 Meticais  | 2006                  | Acier   | Acier  | Ronde       |          | Strié discontinué | Tambour + Valeur    | Emblème + année |
| 10 Meticais | 2006                  | Laiton  | Nickel | Ronde       |          | Strié discontinué | Édifice + Valeur    | Emblème + année |

### Billets de banque
Lancée en 2011, la nouvelle série comprend des billets au montant de 50, 100, 200, 500 et 1 000 méticals avec à l'avers le portrait de Samora Moisés Machel, et au revers, des animaux autochtones.
Une nouvelle série de billets, lancée en 2024, comprend des billets au montant de 20, 50, 100, 200, 500 et 1 000 méticals. Les billets de 20, 50 et 100 méticals sont en polymère, tandis que les billets de 200, 500 et 1 000 méticals sont quant à eux imprimés en papier.